# Dirk Nocker

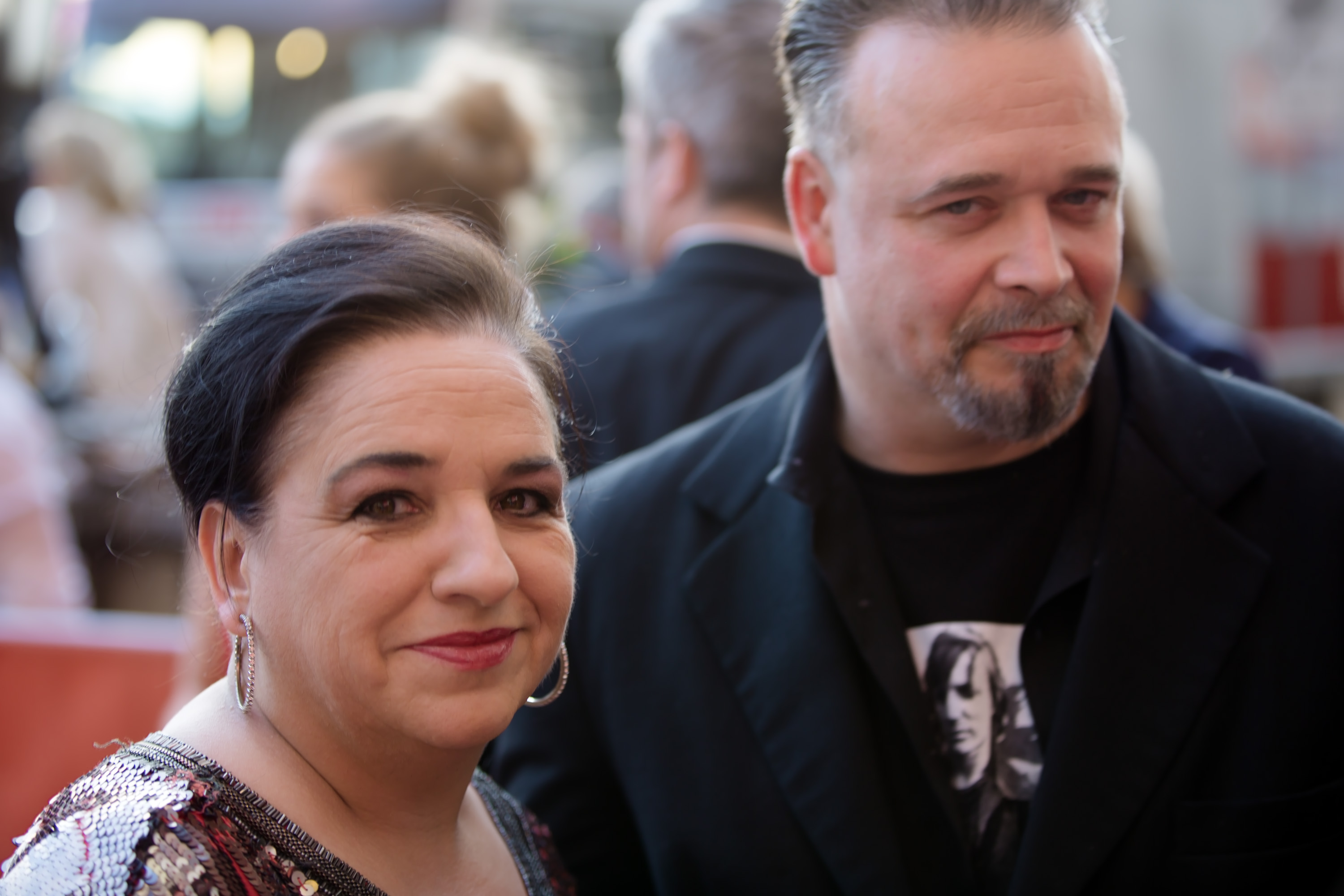
Dirk Nocker und Maria Happel (2015)

Dirk Nocker (* 18. April 1966 in Berlin) ist ein deutsch-österreichischer Schauspieler, der seit 1994 dem Ensemble des Wiener Burgtheaters angehört.

## Leben und Werk
Nocker ist Sohn der österreichischen Schauspielerin Edith Elmay und des deutschen Opernsängers Hanns Nocker. Seine Ausbildung absolvierte er an der Schauspielschule Ernst Busch in Berlin.

### Auf der Bühne
Ein erstes Engagement führte ihn ans Nationaltheater Weimar. 1991 spielte er dort den Gianettino Doria in Schillers Verschwörung des Fiesco zu Genua in einer Inszenierung von Leander Haußmann; diese Aufführung wurde auch fürs Fernsehen aufgezeichnet.
1994 wurde er von Claus Peymann ans Burgtheater engagiert, wo er eine Reihe kleinerer und mittlerer Rollen übernahm. 2012 spielte er in zwei Kultproduktionen der Burg: In Nach der Oper. Würgeengel von Martin Wuttke (nach Luis Buñuel) im Kasino am Schwarzenbergplatz verkörperte er den Cristiáno Ugaldo, in Yellow Moon. Die Ballade von Leila und Lee. von David Greig im Vestibül übernahm er mehrere kleinere Rollen. In der Spielzeit 2013 bis 2014 wirkte der Schauspieler in der Matthias-Hartmann-Produktion Spatz und Engel (über die Freundschaft von Marlene Dietrich und Édith Piaf), in der David-Bösch-Inszenierung von Brechts Mutter Courage und ihre Kinder und der umstrittenen Frank-Castorf-Inszenierung von Hans Henny Jahnns Krönung Richards III. mit.

### Film und Fernsehen
1991 spielte Nocker in der kanadischen Produktion Verschwörung des Schweigens. 1995 übernahm er die Hauptrolle des Mark in Bernd Michael Lades Film Rache, 2001 war er der Polizist eins in Lades Null Uhr 12. In der TV-Serie HeliCops – Einsatz über Berlin spielte er in der Folge Fehlgeleitet (1998) den Heiner Schmitz, in 26 Folgen der TV-Serie Die Anstalt – Zurück ins Leben verkörperte er von 2002 bis 2008 die Rolle des Karl Dombrowski. In einer Rollen war er auch in den TV-Filmen Geliebte Diebin (2002) und Sehnsucht nach Liebe (2004) zu sehen. 2015 spielte er im Fernsehfilm Mordkommission Berlin 1. 2017 bis 2018 war er auch in der bekannten Serie 4 Blocks  zu sehen. 2021 war Dirk Nocker bei Sebastian Meise im Film Große Freiheit dabei.
Nocker ist mit der Burgschauspielerin Maria Happel verheiratet. Das Paar hat zwei Töchter, Paula und Annemarie Nocker. Tochter Paula Nocker (* 1997) wurde ebenfalls Schauspielerin.

## Filmografie (Auswahl)
- 1991: Die Verschwörung des Fiesco zu Genua (Fernsehfilm)
- 1995: Rache
- 2001: HeliCops – Einsatz über Berlin – Fehlgeleitet
- 2001: Null Uhr 12
- 2002: Geliebte Diebin (Fernsehfilm)
- 2004: Wolffs Revier – Tod in Uniform
- 2004: Sehnsucht nach Liebe (Fernsehfilm)
- 2002–2008: Die Anstalt – Zurück ins Leben (Fernsehserie)
- 2015: Mordkommission Berlin 1 (Fernsehfilm)
- 2016: Stille Reserven
- 2017–2018: 4 Blocks (Fernsehserie)
- 2018: Abgeschnitten
- 2021: SOKO Donau: Wien sehen und sterben
- 2021: Große Freiheit: Spielfilm
- 2021: Ich und die Anderen: (Fernsehserie)